# Sadaya Mustafayeva
Pour les articles homonymes, voir Mustafayev.
Sadaya Mustafayeva ( Azerbaïdjan :Sədayə İsmayıl qızı Mustafayeva; 15 juillet 1926, Nukha, aujourd'hui Cheki - 13 août 2004, Ganja) est une actrice azerbaïdjanaise et soviétique, artiste du peuple de la RSS d'Azerbaïdjan (1981).

## Vie et créativité
Elle est née le 15 juillet 1926 dans la ville de Cheki. Elle a fait ses études d'actrice au théâtre dramatique d'État de Cheki. Elle a poursuivi son activité dans les théâtres d'Agdach et de Geytchay. En mars 1950, à l'invitation du directeur du théâtre dramatique d'État de Kirovabad, Mamed Burdjaliyev, artiste du peuple de la RSS d'Azerbaïdjan, Sadaya est devenue actrice de ce théâtre. Les maîtres de scène éminents Ismayil Daghistanli et Movsum Sanani ont également joué un rôle dans son destin artistique. Elle a joué plus de 400 rôles.
Aujourd'hui, la majorité des acteurs et d’actrices du théâtre dramatique d'État de Gandja sont des élèves de l'école S. Mustafaeva.
Le studio de cinéma azerbaïdjanais Azerbaïdjanfilm a sorti plus de 20 films dans lesquels elle joue. Khatun dans Au nom de la loi , belle dansJe n'étais pas belle, Chamama dans Pain partagé, Gaynana, Et visites, et commerce... . En 2000, la maison d'édition Askeroglu a publié la monographie du critique de théâtre Anar Burdjaliyev La scène est ma vie.

## Récompenses et titres
- Artiste émérite de la RSS d'Azerbaïdjan (1958)
- Artiste du peuple de la RSS d'Azerbaïdjan (24.12.1981)
- Pension personnelle du Président de la République d'Azerbaïdjan (2003)